# Miguel Ángel Pichetto

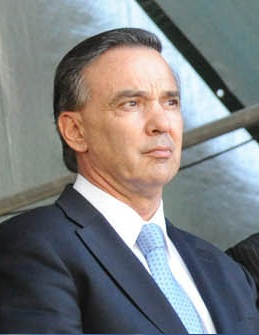
Miguel Ángel Pichetto

Miguel Ángel Pichetto (* 24. Oktober 1950 in Banfield) ist ein argentinischer Politiker (Justizialistische Partei) und Rechtsanwalt.

## Leben
Nach seiner Schulzeit studierte Pichetto Rechtswissenschaften an der Universidad Nacional in La Plata. Nach dem Studium war er als Rechtsanwalt in Rio Negro tätig. 1983 wurde Pichetto in den Stadtrat von Sierra Grande gewählt, dessen Bürgermeister er von 1985 bis 1987 war. 1993 gelang ihm der Einzug als Abgeordneter in das argentinische Parlament, dem er bis 2001 im Unterhaus angehörte. 2001 wurde er als Senator in den Senado de la Nación gewählt, dem er seitdem angehört. Pichetto gehörte der Frente para la Victoria an und unterstützte die Präsidenten Néstor Kirchner und Cristina Kirchner. Die Gouverneurswahlen 2007 in der Provinz Río Negro verlor er gegen Miguel Saiz.
Im Juni 2019 wurde bekannt gegeben, dass Pichetto für das Wahlbündnis Juntos por el Cambio als Vizepräsidentschaftskandidat unter dem amtierenden Präsidenten Mauricio Macri bei den Präsidentschaftswahlen 2019 antreten werde. Damit öffnete sich die Wahlallianz um Macri erstmals Peronistischen Strömungen. Das Duo erhielt bei der Wahl jedoch nur 40,37 % der Stimmen und musste sich dem Duo Alberto Fernández und Cristina Fernández de Kirchner geschlagen geben.
Pichetto ist verheiratet und hat zwei Kinder.